# Windsor (Vermont)
Windsor és una població dels Estats Units a l'estat de Vermont. Segons el cens del 2000 tenia 3.756 habitants.

## Demografia
Segons el cens del 2000, Windsor tenia 3.756 habitants, 1.520 habitatges, i 945 famílies. La densitat de població era de 74,2 habitants per km².
Per edats la població es repartia de la següent manera: un 22,2% tenia menys de 18 anys, un 7,3% entre 18 i 24, un 26,9% entre 25 i 44, un 23% de 45 a 60 i un 20,7% 65 anys o més.
L'edat mediana era de 41 anys. Per cada 100 dones de 18 o més anys hi havia 87,6 homes.
La renda mediana per habitatge era de 33.815 $ i la renda mediana per família de 43.551 $. Els homes tenien una renda mediana de 29.897 $ mentre que les dones 23.313 $. La renda per capita de la població era de 17.640 $. Entorn del 6,4% de les famílies i el 7,7% de la població estaven per davall del llindar de pobresa.